# Pristidactylus achalensis
Pristidactylus achalensis — вид ігуаноподібних ящірок родини Leiosauridae. Ендемік Аргентини.

## Поширення і екологія
Pristidactylus achalensis мешкають в горах Сьєррас-де-Кордова на заході провінції Кордова та на крайньому північному сході провінції Сан-Луїс, від регіону Пампа-де-Ачала на південь до гори Чампакі, зокрема в національному парку Кебрада-дель-Кондоріто. Вони живуть на вологих високогірних низькотравних луках з великою кількістю невеликих скельних виступів. Зустрічаються на висоті від 1955 до 2500 м над рівнем моря. На відміну від інших представників роду є всеїдними, живляться метеликами та іншими комахами, а також квітами. Іноді стають жертвами магелланових зорро і хижих птахів, спостерігалися випадки канібалізму.

## Збереження
МСОП класифікує стан збереження цього виду як близький до загрозливого. Pristidactylus achalensis загрожує знищення природного середовища.